# Cucutilla
Cucutilla è un comune della Colombia facente parte del dipartimento di Norte de Santander.
L'abitato venne fondato nel 1714, mentre l'istituzione del comune è del 1931.